# ناو کاشیما
ناو کاشیما (به انگلیسی: Japanese cruiser Kashima) یک کشتی بود که طول آن 129.77 meters بود. این کشتی در سال ۱۹۳۹ ساخته شد.